# عمارت چم آسیاب
عمارت چم آسیاب مربوط به دوره قاجار است و در شهرستان بهبهان، بخش مرکزی، دهستان حومه، ۱/۵ کم جنوب غرب روستای گرمز علیا واقع شده و این اثر در تاریخ ۱ مرداد ۱۳۸۶ با شمارهٔ ثبت ۱۹۲۵۲ به‌عنوان یکی از آثار ملی ایران به ثبت رسیده است.